# Left 4 Dead
Left 4 Dead je kooperativní FPS střílečka vydaná pro počítače s operačním systémem Windows, Mac OS X a konzoli Xbox 360. Za její výrobou stojí společnost Turtle Rock Studios, která byla odkoupena společností Valve. V roce 2009 vyšlo pokračování této hry jménem Left 4 Dead 2.
V Left 4 Dead čelí čtveřice přeživších hordám zombií. Princip hry spočívá ve spolupráci proti „AI Režisérovi“, který upravuje tempo a obtížnost hry podle úspěšnosti a postupu hráčů. Ve výsledku je rozmístění infikovaných a předmětů pro každou novou hru jiné.

## Herní režimy

### Kampaň
V tomto režimu se hraje síťová hra, kde hraje minimálně jeden živý hráč a další tři postavy, které jsou buď ovládány lidmi nebo počítačem. Přeživší postupně prochází mapami a musí spolupracovat, aby přežili.

### Hra jednoho hráče
Ve hře hraje jeden hráč a ostatní tři postavy jsou ovládány počítačem. Hráč si může volně zvolit mapy a kapitoly.

### Versus
Hra je rozdělena na dva týmy pro celkem osm hráčů, což znamená čtyři hráče v každém týmu. Jeden tým je tvořen přeživšími, který hraje proti druhému týmu speciálních infikovaných. Po dokončení mapy nebo zabití všech přeživších dojte k součtu skóre a výměně hráčů týmů.

### Přežití
Survival mod byl přidán v dubnu 2009 v zadarmo stažitelném Survival Packu. Přeživší se zde snaží přežít co nejdéle proti nekonečným řadám zombií. Přeživší zůstávají celou dobu hry na jedné mapě, po smrti všech přeživších hra končí a hráči jsou odměněni medailemi dle času přežití.

## Postavy

### Přeživší
Žádný z přeživších nemá žádné speciální schopnosti, liší se vzhledem a hlasem.
- Bill – nejstarší postava ve hře a veterán z Vietnamské války.
- Louis – pracoval jako asistent v prodejně s elektrospotřebiči.
- Zoey – jediná žena v týmu pocházející ze zámožné rodiny.
- Francis – má velký problém s nenávistí u všeho co uvidí.

### Nakažení
- Zombie – obyčejní infikovaní, kteří se běžně bloumají. Pokud si všimnou přeživších, okamžitě se rozběhnou a zaútočí. Jako jednotlivci jsou slabí, ale v hordách jsou nebezpeční.
- Bouchač (Boomer) – speciální zombie, který je nejtlustší postavou ve hře. Jeho speciální vlastností je zvracení na přeživší. Tyto zvratky přitáhnou všechny běžné zombie v okolí, oslepí hráče a zbaví ho veškeré orientace.
- Dýmák (Smoker) – vysoký a hubený zombie, který dokáže vysunout svůj jazyk na dlouhé vzdálenosti, chytit přeživšího a přitáhnout si ho. Vždy po své smrti vypustí oblak zeleného kouře.
- Lovec (Hunter) – tichý zombie, který musí být na čtyřech, aby byl připraven skokem zaútočit na přeživší. Při dopadu na přeživšího ho skolí přeživšího na zem a začne ho trhat.
- Tank – největší a nejsilnější nakažený ve hře, který dokáže trhat kusy silnic, které háže po přeživších. Vydrží hodně poškození.
- Čarodějnice (Witch) – zombie, která sedí a brečí. Pokud jí přeživší neprovokují světlem nebo zvuky, Čarodějnice si jich nevšimne. Pokud zaútočí, rychle se přiblíží k narušiteli, shodí ho na zem a začne ho trhat.